# آزلورث
آزلورث (به انگلیسی: Ozleworth) یک روستا و محله مدنی در بریتانیا است که در Cotswold واقع شده‌است.